# Friderik Viljem I. Pruski
Friderik Viljem I., kralj v Prusiji, grof marke Brandenburg, višji komornik in volilni knez Svetega rimskega cesarstva, *14. avgust 1688, Berlin, †31. maj 1740, Potsdam.
Vladal je od 1713. Postavil je temelje pruskemu militarizmu, zato so ga imenovali tudi Vojaški kralj. V državi je vpeljal varčevanje, v vojski disciplino, v administraciji centralizem, podpiral je razvoj trgovine, obrti, formiral je močno vojsko. Zavračal je intelektualno delo in umetnost. Odločal se je na osnovi izkušenj, svojih in tistih, ki jih je povzel iz očetovega in dedovega vladanja.

## Kot princ
Bil je sin Friderika I. in Sophie Charlote von Hannover (ali Braunschwwig-Lueneberg). Kot otrok je tri leta preživel na hanoverskem dvoru v francosko govorečem okolju pri babici Sophie von Hannover (ali von der Pfalz), skupaj s sestrično Sophie Charlotte, kasnejšo soprogo, in bratrancem, kasnejšim angleškim kraljem Jurijem II.
Tudi po povratku v Berlin so ga vzgajali francoski hugenotski vzgojitelji, tako da se je le slabo naučil nemško. Do učenja iz knjig je čutil odpor, hitro pa je zelo dobro razumel delovanje državne uprave in vojske. Desetletnemu je oče podaril grad in pripadajoče posestvo Wusterhausen, ki ga je lahko samostojno upravljal. Iz sinov svojih podanikov si je ustvaril gardo, ki je bila zametek kasnejše elitne enote imenovane Lange Kerls. 1702 je postal član tajnega državnega sveta in potem vojnega sveta, kjer se je seznanjal s podrobnostmi vladanja in vojske. Potovanji v Holandijo jeseni 1700 in pozimi 1704/5 sta še utrdili njegove puritanske, meščanske nazore.
Pri šestnajstih je postal polnoleten. Iz posestva-mesteca Wusterhausen je v desetih letih naredil avtonomno podjetje, miniaturno poskusno državo, na kateri je v majhnem preizkušal, kar je kasneje prenesel na celotno državo. Preprosto grajeni grad mu je tudi kasneje služil kot poletna rezidenca in mesto oddiha.
Prisoten je bil pri bitki med cesarsko zavezniško vojsko in Francozi 11. septembra 1709, ki je poznana kot pokol pri Malplaquetu, ker je ta dan umrlo na obeh straneh 36.000 mož. Dve tretjini izgub so utrpeli zmagoviti zavezniki, ki so bili tako oslabljeni, da vojne niso mogli nadaljevati. Bitka je Friderika Viljema za vse življenje prepričala, da se vojskovanje ne splača.
1710 je prvič posegel v dejansko politiko, ko je opozoril očeta na slabo gospodarjenje prvega ministra, kar je sprožilo revizijo poslovanja in odpust ministra. Oče je tedaj poveril upravljanje države sinu.
1711, ko so v nordijski vojni Rusi pri napadu na Švedsko brez dovoljenja prečkali nevtralno Prusijo in sam ni mogel narediti ničesar v obrambo dežele, ker je njegova vojska pomagala zaveznikom v vojni za špansko nasledstvo, si je utrdil prepričanje, da država potrebuje samostojno vojsko in samostojno obrambo.
Ko je ob smrti očeta 1713 prevzel vladanje, je imel tako v vseh pogledih izoblikovano stališče, kako je treba vladati.

## Kot vladar
Takoj je prevzel vse niti v svoje roke. Delal je vse dneve. Ukinil je vse izdatke, ki niso bili nujno potrebni. Stroške dvora je zmanjšal na petino. Od 24 gradov jih je ohranil 6. Od 700 sob berlinskega gradu jih je uporabljal le še 5. Preklical je vsa naročena dela. Zaposlenim, ki so ostali, je močno znižal prejemke. Izpraznjeni državni zakladnici je dal novo osnovo s pretopljeno dvorno srebrnino, bakrene kipe je namenil za topove. Kraljevo posest je proglasil za nedeljivo in neodtujljivo. Zaprl je opero, akademije so ostale brez podpore, čemur je sledil eksodus znanstvenikov in umetnikov.
Izdelal je državni proračun, v katerem je predvidel vse letne prihodke in izdatke in ni dovolil nobenega odstopanja. Zadolževanje ni bilo več dovoljeno. Ustanovil je generalni direktorat za finance in generalni komisariat za vojsko, ko pa sta začela med seboj tekmovati za prihodke, ju je 1722 združil v en sam direktorat, ki ga je osebno usmerjal.
Deželo je razdelil na kantone, kjer je ustanovil urade, ki so izvajali odločitve direktorata. Kantoni so bili tudi osnovne enote organiziranja vojske.
Vzgojil je nov tip nepolitičnega pruskega državnega uradništva, za katerega so bili značilni delavnost, varčnost, zvestoba, velik čut pripadnosti državi. Uradniki so bili vedno zaposleni zunaj domačega kraja.
Na novo je dal oceniti velikost posestev, kvaliteto tal, donosnost. Namesto mnogih davkov je uvedel enega, ki je obvezoval vse prebivalstvo, vključno plemstvo. Obveznost plemičev, da s svojimi ljudmi sodelujejo v vojski, je dokončno nadomestil z denarnim plačilom. S časom je vse večji del davkov prispevalo meščanstvo, ki je bilo deležno velikih gospodarskih vzpodbud. Prihodki od davkov so se v času njegovega vladanja podvojili, vsebina državne zakladnice (v kleti berlinskega gradu) je narasla na 8 milijonov talarjev.
Izdelal je načrt gospodarskega razvoja in omogočil njegovo uresničitev z ustreznimi predpisi, omejitvami in vzpodbudami, tako v mestu, kot na deželi. Vzpodbujal je melioracijska dela za izboljšanje tal. Prepovedal je izvoz surovin (npr. volne) in uvoz izdelkov (npr. tkanin), vzpodbujal domače in tuje podjetnike in strokovnjake k odpiranju delavnic in tovarn (npr. tekstilni obrat Lagerhaus v Berlinu, ki je dobil naročilo za opremo vojske). Bogatim meščanom je naročil, naj gradijo velike hiše, Berlin se je povečal na 80.000 prebivalcev.
Prizadeval si je, da bi postalo osnovno šolstvo obvezno. Na univerzah v Halleju in Frankfurtu na Odri je dal odpreti katedre za izobraževanje državnih uradnikov, ki so bile zametki kasnejših ekonomskih in administrativnih šol. Napredovala je medicina, ki je bila potrebna za vojsko. Vede, ki niso bile takoj uporabne, so zamirale.
Friderik Viljem je bil veren kalvinist, kar je pripomoglo, da pri svojem avtoritativnem značaju ni postal tiran. Prepričan je bil, da je vladar postavljen od boga in da je njegova naloga, da se trudi in dela za državo. V šole in v vojsko in družbo je vnesel luteranski pietizem, ki ga je gojila univerza v Halleju. Bil je versko dokaj toleranten, vendar ne do Judov in ateistov.  1732 je povabil v vzhodno Prusijo, ki je opustela med kugo 1709, iz salzburških dežel pregnane luterance (sredi zime jih je pregnal škof Leopold Anton von Firmian). Isto leto je dovolil v predmestju Berlina naselitev čeških bratov, starokrščanske religiozne skupnosti, ki so jo pregnali iz domovine.
Največ pozornosti pa je Friderik Viljem posvečal vojski, za katero je šlo 85% državnega proračuna. Z vojsko je nevtraliziral tudi prvotni odpor plemstva proti reformam. Plemiške sinove je vtaknil v oficirske šole in tako iz političnih nasprotnikov polagoma vzgojil privržence državi in kralju. Plemičem je ponudil tudi sodelovanje v državnih službah, prepovedal pa jim je službovanje v tujih vojskah. Tako se je iz plemičev izoblikoval stan pruskih oficirjev, od katerega je zahteval poslušnost, vztrajnost in popolno pripadnost vladarju. Kmetom je naložil splošno vojaško obveznost v odvisnosti od gmotnega in socialnega položaja njihovih družin. Vojska je v njegovem času narasla na 76.000 mož, bila je četrta po velikosti (za francosko, nizozemsko in rusko) in je postala samostojna sila v oblikovanju evropske politike.
To je bil tudi cilj Friderika Viljema, kajti vojsko je uporabil le enkrat, na samem začetku vladanja v spopadu s Švedi 1715, po katerem je 1720 z mirom v Stockholmu dobil Zahodno Pomorjansko s Stettinom (danes Szczecin). Kot diplomat pa se ni izkazal. Manjkalo mu je uglajenosti in pogajalske spretnosti.

## Konflikt z naslednikom
Prestolonaslednik Friderik je v otroštvu sprejel očetove ideale, strogost, delavnost, varčnost, nepodkupljivost. Zanimal pa se je tudi za glasbo literaturo in znanost. Zlasti glasba pa se je očetu zdela največje zapravljanje časa in denarja.
1730 je Friderik s prijateljem (poročnik Hans Hermann von Katte) skušal pobegniti v Pariz, da bi se izognil očetovemu vplivu. A pobeg se je ponesrečil. Oče je dal prijatelja usmrtiti, Friderika pa je zaprl v trdnjavo Küstrin ob Odri. 1733 mu je vsilil zakon, potem pa sta se pobotala in v letih 1736-40 je smel z ženo prebivati v gradu Rheinsberg, kjer je lahko študiral po svoje. Friderik se kasneje spominja tega časa kot najlepšega v svojem življenju.

## Družina
Friderik Viljem iz rodu Hohenzollerjev se je 1706 poročil s sestrično Sophie Dorothea von Hannover (*1687, †1757), hčerko angleškega kralja Jurija I. in njegove soproge princese Sophie Dorothea von Braunschweig-Lüneburg. Oba sta bila vnuka Sophie von der Pfalz (von Hannover), po nasledstvenem pravilu (ki ga je 1701 določil angleški parlament) protestantske pramatere angleške kraljeve hiše. Imela sta 14 otrok:
- Friedrich Ludwig (*1707, †1708)
- Wilhelmine (*1709, †1758) ∞ grof  Friedrich von Brandenburg-Bayreuth
- Friedrich Wilhelm (*1710, †1711)
- Friedrich, (*1712, †1786), naslednik kot Friderik II., pruski kralj  ∞ 1733 princesa Elisabeth Christine von Braunschweig-Wolfenbüttel-Bevern (*1715, †1797)
- Charlotte Albertine (*1713, †1714)
- Friederike Luise (*1714, †1784)  ∞ grof Karl von Brandenburg-Ansbach
- Philippine Charlotte (*1716, †1801) ∞ knez Karl I. von Braunschweig-Wolfenbüttel
- Ludwig Karl Wilhelm (*1717, †1719)
- Sophie Dorothea Marie (*1719, †1765)  ∞ grof Friedrich Wilhelm von Brandenburg-Schwedt
- Luise Ulrike (*1720, †1782)  ∞  švedski kralj Adolf Friedrich
- August Wilhelm (*1722, †1758), general  ∞ Luise Amalie von Braunschweig-Wolfenbüttel, njun sin je nasledil pruski prestol za Friderikom II. Velikim
- Anna Amalie (*1723, †1787), opatica von Quedlinburg
- Heinrich (*1726, †1802)  ∞ Wilhelmine von Hessen-Kassel
- August Ferdinand (*1730, †1813)  ∞ Anna Elisabeth Luise von Brandenburg-Schwedt